# روسكو جي. ديكنسون
روسكو جي. ديكنسون (بالإنجليزية: Roscoe G. Dickinson) هو كيميائي أمريكي، ولد في 3 مايو 1894 في بريور في الولايات المتحدة، وتوفي في 13 يوليو 1945 في باسادينا في الولايات المتحدة.